# Stefania Prestigiacomo

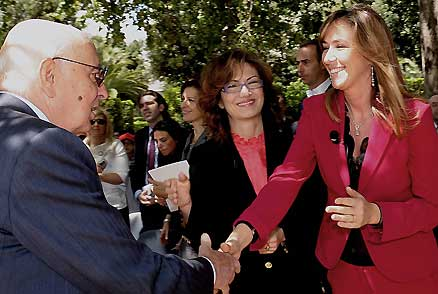
Stefania Prestigiacomo (rechts) met President Napolitano en Mariastella Gelmini.

Stefania Prestigiacomo (Syracuse, 16 december 1966) is een Italiaans onderneemster, politica en voormalig Italiaans Minister van Milieu en Gelijke Kansen.

## Biografie
Ze is de dochter van een ondernemer uit Syracuse en getrouwd met Angelo Bellucci, een notaris en provinciaal coördinator van Forza Italia. In 1990 werd ze op 23-jarige leeftijd gekozen als president van de "Gruppo Giovani Imprenditori di Siracusa" (Jonge Ondernemers Groep van Syracuse).
Tijdens de opkomst van Berlusconi's Forza Italia werd ze actief in de politiek, ze werd in 1994 gekozen in de Kamer van Afgevaardigden. In 1996 werd ze herkozen in de Kamer van Afgevaardigden en in 2001 werd ze benoemd als Minister voor Gelijke Kansen in het Kabinet Berlusconi II, een functie die ze zou bekleden tot en met het einde van het Kabinet Berlusconi III in 2006.
Prestigiacomo heeft zich onder andere hard gemaakt voor de "quote rosa" in de kieswet van 2005 die als doel heeft om zeker te stellen dat er voldoende vrouwen zitting nemen in de volksvertegenwoordiging.
Op 8 mei 2008 werd ze benoemd als Minister van Milieu in het Kabinet Berlusconi IV.